# Серина
Серѝна (на италиански и на ломбардски: Serina) е село и община в Северна Италия, провинция Бергамо, регион Ломбардия. Разположено е на 820 m надморска височина. Населението на общината е 2073 души (към 2017 г.).